# صدف قلبی خال قرمز
صدف قلبی خال قرمز (نام علمی: Corculum cardissa) نام یک گونه از تیره صدف راه‌راه است.این گونه صدف در اقیانوس هند-آرام یافت می شود.